# Bułgarystyka
Bułgarystyka – dział slawistyki zajmujący się badaniem literatury, języka i kultury bułgarskiej. Z uwagi na bliskie pokrewieństwo obu języków badacze bułgarskiego zajmują się najczęściej również macedońskim.
Bułgarystyką w Polsce zajmowali się bądź zajmują się nadal między innymi Jerzy Rusek, Teresa Dąbek-Wirgowa, Aleksander Naumow, Wanda Stępniak-Minczewa, Elżbieta Solak, Celina Juda, Wojciech Gałązka, Marcin Rzepka, Jan Stradomski, Grażyna Szwat-Gyłybowa, Magdalena Pytlak, Ilija Paczew, Ivan Petrov i Robert Sendek.